# Zaleski
Zaleski is een plaats (village) in de Amerikaanse staat Ohio, en valt bestuurlijk gezien onder Vinton County.

## Demografie
Bij de volkstelling in 2000 werd het aantal inwoners vastgesteld op 375.
In 2006 is het aantal inwoners door het United States Census Bureau geschat op 409, een stijging van 34 (9,1%).

## Geografie
Volgens het United States Census Bureau beslaat de plaats een oppervlakte van
1,2 km², geheel bestaande uit land. Zaleski ligt op ongeveer 230 m boven zeeniveau.

## Plaatsen in de nabije omgeving
De onderstaande figuur toont nabijgelegen plaatsen in een straal van 24 km rond Zaleski.